# Halsbandspiha
Halsbandspiha (Lipaugus streptophorus) är en fågel i familjen kotingor inom ordningen tättingar.

## Utbredning och systematik
Fågeln förekommer i tepuis i södra Venezuela, intill västra Guyana och nordligaste Brasilien. Den behandlas som monotypisk, det vill säga att den inte delas in i några underarter.

## Status
IUCN kategoriserar arten som livskraftig.